# Nelone myrtis
Nelone myrtis är en fjärilsart som beskrevs av Druce 1904. Nelone myrtis ingår i släktet Nelone och familjen Riodinidae. Inga underarter finns listade i Catalogue of Life.